# Doolittle
Az 1989-es Doolittle a Pixies amerikai alternatív rockzenekar második nagylemeze. A szövegek sötét témái (szürrealizmus, bibliai erőszak, szenvedés, halál) ellentétbe kerülnek a tiszta hangzással. A Doolittle volt a Pixies első nemzetközi kiadványa: az Egyesült Államokban az Elektra Records, Kanadában a PolyGram forgalmazta.
A lemez mellé két kislemez jelent meg, a Here Comes Your Man és a Monkey Gone to Heaven, mindkettő sikereket ért el az amerikai Modern Rock Tracks listán. Maga az album a 8. helyig jutott a brit albumlistán. Az album dalait a kritikusok dicsérték és dicsérik még ma is, az albumot az együttes egyik legjobb munkájának tartják.
A Rolling Stone magazin Minden idők 500 legjobb albuma listáján a 226. lett. Szerepel az 1001 lemez, amit hallanod kell, mielőtt meghalsz című könyvben.

## Az album dalai
|     | Cím                   | Szerző(k)         | Hossz |
| --- | --------------------- | ----------------- | ----- |
| 1.  | Debaser               | Black Francis     | 2:52  |
| 2.  | Tame                  | Francis           | 1:55  |
| 3.  | Wave of Mutilation    | Francis           | 2:04  |
| 4.  | I Bleed               | Francis           | 2:34  |
| 5.  | Here Comes Your Man   | Francis           | 3:21  |
| 6.  | Dead                  | Francis           | 2:21  |
| 7.  | Monkey Gone to Heaven | Francis           | 2:56  |
| 8.  | Mr. Grieves           | Francis           | 2:05  |
| 9.  | Crackity Jones        | Francis           | 1:24  |
| 10. | La La Love You        | Francis           | 2:43  |
| 11. | No. 13 Baby           | Francis           | 3:51  |
| 12. | There Goes My Gun     | Francis           | 1:49  |
| 13. | Hey                   | Francis           | 3:31  |
| 14. | Silver                | Francis, Kim Deal | 2:25  |
| 15. | Gouge Away            | Francis           | 2:45  |

## Közreműködők

### Pixies
- Black Francis – ének, gitár
- Kim Deal – basszusgitár, ének, slide gitár a Silveren
- Joey Santiago – szólógitár, háttérvokál
- David Lovering – dob, ének a La La Love You-n, basszusgitár a Silveren

### További zenészek
- Arthur Fiacco – cselló a Monkey Gone to Heaven-ön
- Karen Karlsrud – hegedű a Monkey Gone to Heaven-ön
- Corine Metter – hegedű a Monkey Gone to Heaven-ön
- Ann Rorich – cselló a Monkey Gone to Heaven-ön

### Produkció
- Steve Haigler – keverés
- Matt Lane – hangmérnökasszisztens
- Simon Larbalestier – borítókép
- Gil Norton – producer, hangmérnök
- Vaughan Oliver – booklet képek
- Dave Snider – hangmérnökasszisztens

## Fordítás
Ez a szócikk részben vagy egészben a Doolittle (album) című angol Wikipédia-szócikk ezen változatának fordításán alapul.  Az eredeti cikk szerkesztőit annak laptörténete sorolja fel. Ez a jelzés csupán a megfogalmazás eredetét és a szerzői jogokat jelzi, nem szolgál a cikkben szereplő információk forrásmegjelöléseként.